# Le Boulet
Pour le court métrage, voir Le Poulet.
Pour l’article ayant un titre homophone, voir Le Boulay.
Pour les articles homonymes, voir Boulet (homonymie).
Pour plus de détails, voir Fiche technique et Distribution.
Le Boulet est un film franco-britannique réalisé par Alain Berberian et Frédéric Forestier, sorti en 2002.
Le film se déroule en 2002, à Paris. Gérard Moltès est un caïd en prison depuis sept ans pour le meurtre d'un agent infiltré de la Police, qui était aussi le frère de l'impitoyable gangster Mustapha Amel, alias « le Turc ». Chaque semaine, le prisonnier joue au Loto. Il confie ses bulletins au surveillant pénitentiaire Francis Reggio, qui les fait valider par son infirmière d'épouse, Pauline. À un mois et demi de sa libération, Moltès apprend qu'il a gagné quinze millions. Lorsque Reggio croit que Pauline est partie avec le ticket gagnant en Afrique sur un rallye, il fait une tentative de suicide. À cet instant, Moltès, s'étant évadé de prison après avoir imaginé le pire parce que Reggio s'était mis en arrêt maladie, débarque chez le geôlier pour réclamer son dû avec son complice Kowalski. Prêt à tout pour obtenir ses gains, Moltès force Reggio à l'accompagner à Bamako pour récupérer le billet de loterie. Le duo se retrouve poursuivi en plein désert par « le Turc », qui veut sa peau pour venger son frère, et son gigantesque garde du corps aux dents d'acier...

## Synopsis
Moltès, un caïd en prison depuis 7 ans pour le meurtre de l'agent infiltré et frère du « Turc », un gangster impitoyable, joue chaque semaine au Loto. Il confie ses bulletins de jeux à Reggio, un surveillant pénitentiaire. La validation des tickets de loterie est effectuée par l'épouse de ce dernier, Pauline. Un jour, Moltès a réussi à avoir l'un des billets gagnants d'un tirage, mais Pauline est partie sur un rallye en Afrique en tant qu'infirmière, emportant le bulletin avec elle. Moltès, voulant récupérer son dû, s'évade et force Reggio (qu'il surnomme « le boulet ») à l'accompagner dans un périple africain, ignorant que c'est en réalité Reggio qui a le ticket gagnant sur lui sans le savoir dans son sac banane. Par ailleurs, l'évadé devient la cible du « Turc », qui souhaite venger son frère tué par Moltès, et de son garde du corps, un colosse aux dents d'acier.
« Le Turc » appelle des tueurs à gages au Mali afin qu'ils capturent Moltès et Reggio à leur arrivée. Ces derniers arrivent à s'en sortir car l'un des tueurs a confondu la télécommande déclenchant la bombe avec une Game Boy. Furieux, « Turc » descend de sang-froid le tueur à ses côtés. Moltès et Reggio prennent de force une voiture du rallye pour se rendre à Bakel, là où est Pauline. « Le Turc » et son garde du corps volent un quad et font de même. Mais les deux duos sont capturés à tour de rôle par des Touaregs. Moltès et Reggio héritent d'un chameau et perdent la banane. « Le Turc » et son garde du corps sont quant à eux laissés en plein soleil ligotés.
Moltès et Reggio se rendent à Touba car entre-temps, « le Turc » a capturé Pauline et veut le ticket de loto de Moltès. Ce dernier arrive à récupérer le ticket et se rend à l'hôtel avec Reggio, tandis que « le Turc» arrive au même hôtel. Reggio rencontre le garde du corps et sympathise avec lui pendant que Pauline s'échappe.
Tous les protagonistes se retrouvent dans le hall ; « le Turc » est tué par une balle perdue tirée par Pauline et tout le monde s'enfuit. Moltès est capturé et se retrouve en prison au Sénégal. Six mois plus tard, des Touaregs attaquent le pénitencier et libèrent Moltès sur commande de Reggio. Malheureusement, il faut payer les mercenaires qui sont plusieurs centaines et toute la cagnotte y passe.

## Fiche technique
Sauf indication contraire, les informations mentionnées dans cette section peuvent être confirmées par la base de données cinématographiques IMDb,  présente dans la section « Liens externes ».
- Titre original : Le Boulet
- Titre anglais : Dead Weight[1]
- Réalisation : Alain Berberian et Frédéric Forestier
- Scénario : Thomas Langmann, Dominique Mézerette, Matt Alexander (Alexandre Coquelle / Matthieu Le Naour) et Manuel Delilez
- Musique : Romaric Laurence, Jean-Louis Viale, Robert Basarte, Krishna Levy et JoeyStarr[2]
- Direction artistique : Laurent Ott
- Décors : Carlos Conti
- Costumes : Chattoune et Sylvie Ong
- Photographie : Vincent Mathias, Christophe Paturange, Jean-Pierre Sauvaire et Manuel Teran
- Son : Vincent Arnardi, Laurent Kossayan, Dominique Warnier
- Montage : Philippe Bourgueil
- Production exécutive : Thomas Langmann
  - Production déléguée : Bénédicte Bellocq, Souad Lamriki et Jean-Louis Monthieux
  - Production associée : Jacques-Éric Strauss et Fabienne Tsaï
  - Assistant de production : Benoit Ponsaillé
- Sociétés de production[3] : La Petite Reine, France 2 Cinéma, France 3 Cinéma, TPS Cinéma, Warner Bros. France
- Sociétés de distribution[4] : Warner Bros. France (France) ; Les Films de l'Elysée (Belgique) ; JMH Distributions SA (Suisse romande) ; Les Films Séville (Québec)
- Budget : 24 150 000 €[5]
- Pays de production :  France,  Royaume-Uni
- Langue originale : français
- Format[6] : couleur - 35 mm - 2,35:1 (Cinémascope) - son DTS | Dolby Digital
- Genre : comédie, action, aventures
- Durée : 107 minutes
- Dates de sortie[7] :
  - France, Belgique, Suisse romande : 10 avril 2002[8],[9]
- Classification[10] :
  - France : tous publics[11]
  - Belgique : tous publics (Alle Leeftijden)[8]
  - Suisse romande : interdit aux moins de 14 ans[12]

## Distribution
- Gérard Lanvin : Gérard Moltès
- Benoît Poelvoorde : Francis Reggio (le « boulet »)
- José Garcia : Mustapha Amel, alias « le Turc » ou « le Kurde » (surnommé par les Maliens)
- Djimon Hounsou : Détective Youssouf
- Rossy de Palma : Pauline Reggio
- Jean Benguigui : Saddam
- Jamel Debbouze : le gardien de prison en Afrique
- Mehdi Bouzana : le fan du zéro
- Gary Tiplady : Requin, le garde du corps du « Turc »
- Gérard Darmon : Kowalski, complice de Moltès
- Stomy Bugsy : Malien 1
- Marco Prince : Malien 2
- Omar Sy : Malien 3 (rieur)
- Jacky Lambert :
- Renaud Rutten :
- Jérôme Keen :
- Lionel Chamoulaud : le journaliste du Paris-Dakar
- Nicolas Anelka : lui-même
- Ludovic Berthillot :
- Emmanuel Avena :
- Khalid Maadour : le garçon d’étage
- Nikolas Koretzky : Jean Monthieux, le compagnon de cavale de Moltès
- Thomas Langmann : le frère du « Turc »
- Frédéric Merlo :
- Pierre Zaoui :
- Michel Crémadès : M. Martinet, le voisin des Reggio
- Innocent Mboumgou :
- Issoufou Traore :
- Constantine Attia :
- Christian Guillon :
- Dominique Daguier :
- Stéphane Rodin :
- Fabrice Deville :
- Cédric Brenner :
- Atmane El Hourchmi :
- Pascal Roblin :
- Elef Zack :
- Thierry Bois :
- Thierry Gary : le motard
- Cécile Denis :
- Roland Godard :
- Michel D'Oz :
- Laurent Aubel :
- Mohammed Debbouze : un maton (non crédité)
- Zakariya Gouram : Malien 4 vendeur de boissons fraîches (non crédité)
- Gilles Frelin : le bouffeur de Côte d'or

## Autour du film
- Le tournage s'est déroulé à Paris, à Erfoud (Maroc), ainsi qu'en Tunisie.
- L'homme qui lit un journal avec la photo de Moltès au dos est Jean-Marc Deschamps, le directeur de production.
- À noter, les apparitions de Nicolas Anelka dans son propre rôle, de Jamel Debbouze en maton sénégalais, des musiciens Stomy Bugsy (ex-Ministère A.M.E.R.) et Marco Prince (chanteur d'FFF) et de l'acteur Omar Sy en frères tueurs à gages maliens.
- Le scénariste et producteur Thomas Langmann fait une petite apparition, au tout début du film, dans le rôle du frère du « Turc ».
- Le garde du corps du « Turc », interprété par Gary Tiplady, est une référence au fameux tueur à gages surnommé « Requin » (en raison de sa mâchoire en acier) interprété par Richard Kiel dans les films de James Bond L'espion qui m'aimait (1977) et Moonraker (1979). Par ailleurs dans le film, Reggio lui affirme qu'il le fait penser « à un personnage dans un film avec un détective ».
- Le tirage du Loto que Moltès voit dans sa cellule est en réalité le 1er tirage du Loto du 24 mars 2001.